# تاکاتورا کوندو
تاکاتورا کوندو (ژاپنی: 近藤 高虎؛ زادهٔ ۲۸ سپتامبر ۱۹۹۷) یک بازیکن فوتبال اهل ژاپن است.
از باشگاه‌هایی که در آن بازی کرده‌است می‌توان به باشگاه فوتبال کاماتامار سان‌اوکی اشاره کرد.